# 요시다촌 (이바라키현)
요시다촌(吉田村)은 이바라키현 히가시이바라키군에 일찍이 존재했던 촌이다.

## 지리
- 현재의 미토시 남부에 해당한다.
- 촌은 대부분 고원지대로 이루어져 있다.

## 역사
- 1889년 4월 1일 - 정촌제 시행에 의해 히가시이바라키군 요시다촌이 성립하였다.
- 1955년 4월 1일 - 와타리촌, 가미오노촌, 사카도촌, 가와와다촌의 일부・나카군 야나가와촌과 함께 미토시에 편입되어 소멸하였다.

## 인구
| 1891년 | 1,975 |
| 1920년 | 2,067 |
| 1935년 | 3,067 |
| 1950년 | 4,449 |

## 교통
- 미토 전기철도
  - 미토 전기철도선 (1938년 6월 19일에 폐지)

### 도로
- 1급국도
  - 국도 제6호선

## 참고문헌
- 角川日本地名大辞典編纂委員会『角川日本地名大辞典 8 茨城県』、角川書店、1983年 ISBN 4040010809